# Antonio Valdés y Fernández Bazán
Antonio Joaquín Valdés Fernández-Bazán y Quirós Ocio-Salamanca (Burgos, 25 de março de 1744 — Madrid, 4 de abril de 1816) foi um oficial naval e político que, entre outras funções foi o 4º capitão general da Real Armada, Secretario de Estado do Despacho Universal de Marinha e Índias (cargo equivalente ao actual de ministro) e cavaleiro do Toisón de Oro.